# 국진우
국진우(2003년 9월 6일 ~ )는 대한민국의 축구 선수로, 포지션은 중앙 미드필더이다. 현재 K리그2 경남 FC 소속이다.